# Saeid Safarzadeh
Saeid Safarzadeh (né le 21 septembre 1985 à Tabriz) est un coureur cycliste iranien.

## Palmarès et résultats

### Par année
- 2011
  - 2e du championnat d'Iran de poursuite par équipes
- 2013
  - Kandovan Tour
- 2015
  - 2e étape du Tour d'Iran - Azerbaïdjan
- 2017
  - 3e étape du Tour d'Iran - Azerbaïdjan
- 2018
  -  Champion d'Iran sur route
  - 5e étape du Tour d'Iran - Azerbaïdjan
- 2019
  -  Champion d'Iran du contre-la-montre
  - 2e du championnat d'Iran sur route
- 2021
  -  Champion d’Iran sur route
- 2022
  - 4e étape du Tour d'Iran - Azerbaïdjan
  - 2e du Tour d'Iran - Azerbaïdjan
- 2023
  -  Champion d’Iran sur route
  -  Champion d'Iran du contre-la-montre
  - 2e étape du Tour de Sakarya
  - Tour d'Iran - Azerbaïdjan :
    - Classement général
    - 5e étape
- 2024
  -  Champion d'Iran du contre-la-montre
- 2025
  -  Champion d'Iran du contre-la-montre
  - Tour d'Iran - Azerbaïdjan : 
    - Classement général
    - 4e étape

### Classements mondiaux
| Année                                 | 2005 | 2006 | 2007 | 2008 | 2009 | 2010 | 2011 | 2012 | 2013 | 2014 | 2015 | 2016  | 2017 | 2018  | 2019 | 2020 | 2021 | 2022 | 2023 | 2024 |
| ------------------------------------- | ---- | ---- | ---- | ---- | ---- | ---- | ---- | ---- | ---- | ---- | ---- | ----- | ---- | ----- | ---- | ---- | ---- | ---- | ---- | ---- |
| Classement mondial                    |      |      |      |      |      |      |      |      |      |      |      | 1314e | 824e | 389e  | 508e | nc   | 652e | 579e | 414e | 924e |
| UCI Europe Tour                       | nc   | nc   | nc   | nc   | nc   | nc   | nc   | nc   | nc   | nc   | nc   | nc    | nc   | 1456e |      |      |      |      |      |      |
| UCI Asia Tour                         | 72e  | nc   | 219e | nc   | nc   | 316e | 325e | nc   | 206e | 341e | 89e  | 212e  | 94e  | 91e   | 15e  | nc   | 10e  | 25e  | 15e  | 48e  |
|                                       |      |      |      |      |      |      |      |      |      |      |      |       |      |       |      |      |      |      |      |      |
| Légende : nc = non classéSource : UCI |      |      |      |      |      |      |      |      |      |      |      |       |      |       |      |      |      |      |      |      |